# Monastero di Lanzo
Monastero di Lanzo – miejscowość i gmina we Włoszech, w regionie Piemont, w prowincji Turyn.
Według danych na rok 2004 gminę zamieszkiwały 424 osoby, 24,9 os./km².